# Wyndham (West-Australië)
Wyndham is de meest noordelijke plaats in de regio Kimberley in West-Australië. Het ligt langs de Great Northern Highway, 2.210 kilometer ten noordnoordoosten van Perth, 446 kilometer ten zuidwesten van Darwin en 73 kilometer ten noordwesten van Kununurra. In 2021 telde Wyndham 941 inwoners tegenover 368 in 2006. Meer dan de helft van de bevolking is van inheemse afkomst.

## Geschiedenis
Ten tijde van de Europese kolonisatie leefden de Wadawurrung, Woi wurrung en Boon wurrung taalgroepen van de Kulin Aborigines in de streek. De eerste Europeaan die het gebied aandeed was de ontdekkingsreiziger Phillip Parker King met zijn kotter Mermaid. Hij was op zoek naar een rivier die toegang gaf tot het binnenland en ontdekte in 1819 de golf van Cambridge die hij naar de hertog van Cambridge vernoemde. In 1879 verkende Alexander Forrest de streek en berichtte over haar potentieel als weideland. Daarop stuurden Solomon Emanuel en Patrick Durack een team die Forrests berichtgeving bevestigde. In 1883 bracht John Forrest de streek in kaart en vermeldde de aanwezigheid van goud. Patrick Durack bracht rond die tijd zevenduizendtweehonderdvijftig runderen en tweehonderd paarden over vanuit het zuidwesten van Queensland. De 4.200 kilometer lange tocht was een van de langste ondernomen in Australië en duurde twee jaar en vier maanden.
In 1884 vestigden de eerste Europeanen zich in de oostelijke Kimberley, ontscheepte de Cushidoo voorraden waar Wyndham zou ontstaan en vond Charlie Hall goud nabij de plaats waar het naar hem vernoemde Halls Creek zou ontstaan. De goudvondst bracht een goldrush op gang. In 1885 ontwikkelde Wyndham zich als een haventje en handelsplaats. Er waren enkele winkels en het eerste vee werd er ontscheept. Tegen 1886 waren er zes gelagzalen en er waren een vijfduizendtal goudzoekers toegekomen die verder naar Halls Creek trokken. Dat jaar werd de dorpssite opgemeten en werd Wyndham officieel gesticht. Het werd vernoemd naar majoor Walter George Wyndham, de jongste zoon uit het eerste huwelijk van Mary Anne Broome, de vrouw van de toenmalige gouverneur. Tegen 1888 was de goldrush over en van dan af aan stond Wyndham ten dienste van de veehouderij in de oostelijke Kimberley. De 'Overland Telegraph Line' bereikte het plaatsje in 1889.
Tegen 1912 werd er amper nog geld gebruikt in Wyndham. Er werd gebruikgemaakt van wissels. Het plaatsje was in handen van de familie Durack die de omliggende veestations in handen hadden. In 1913 begon de overheid met de bouw van een vleesfabriek maar de Eerste Wereldoorlog vertraagde het project. Tegen 1919 werd de vleesfabriek in gebruik genomen. Ze zou in bedrijf blijven tot 1985 en duizendzeshonderd tot tweeduizend mensen te werk stellen. Tijdens de Tweede Wereldoorlog werd Wyndham een aantal keer aangevallen door Japan.

## 21e eeuw
De haven van Wyndham faciliteert de export van ijzererts, nikkel en runderen en de invoer van brandstoffen en meststoffen voor de oostelijke Kimberley. De haven wordt ook door cruiseschepen aangedaan. In de golf van Cambridge wordt aan commerciële en sportvisserij gedaan

## Toerisme
Er zijn tal van bezienswaardigheden in Wyndham en omgeving :

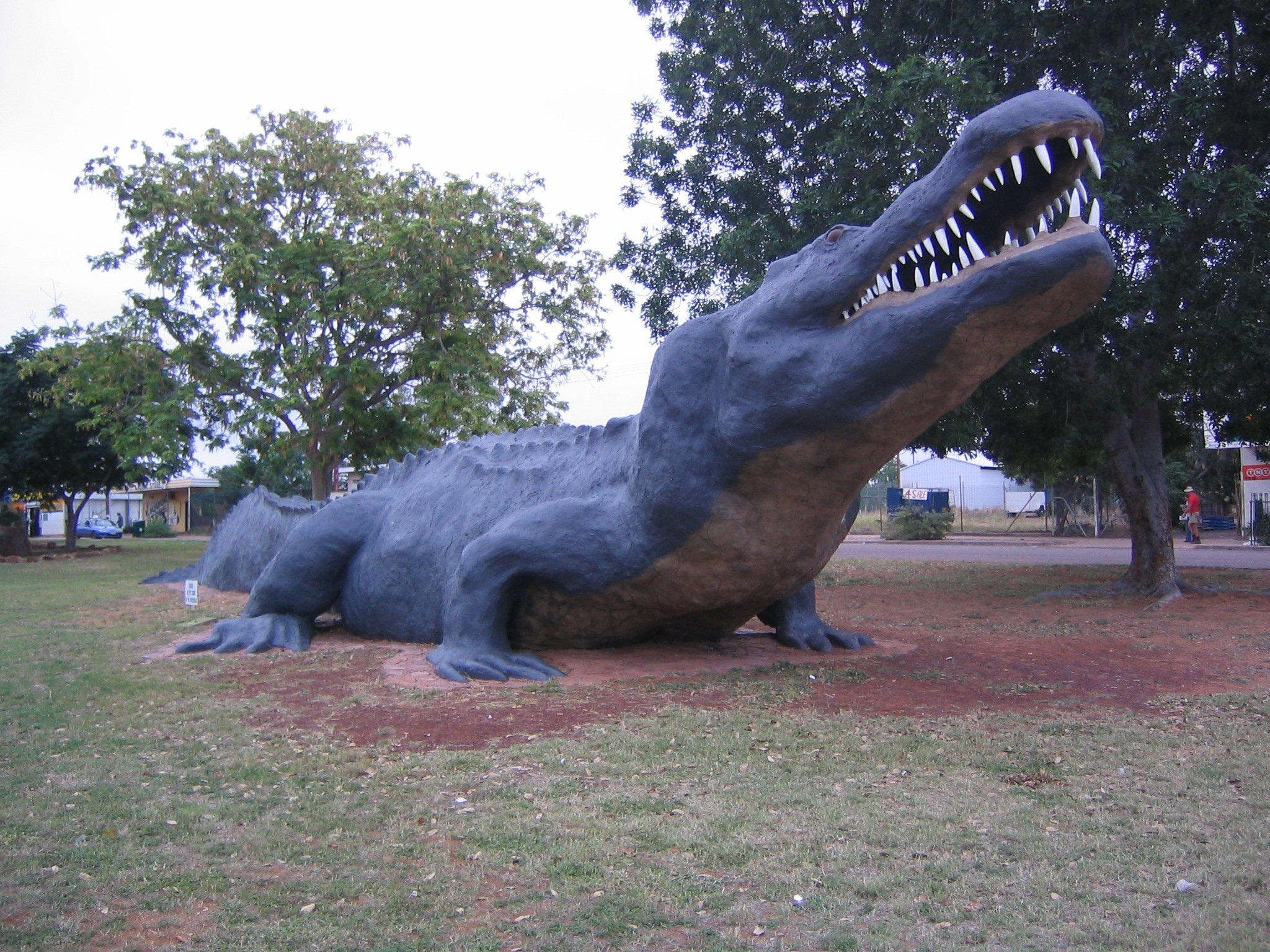
'The big croc'

- Langs de Kings River Road, een 4x4 track langs de rivier King, zijn er 'Aboriginal Rock Art Paintings' van Wandjina Spirit voorouders en dieren.
- Er zijn een aantal oude kerkhoven nabij Wyndham waaronder een pionierskerkhof en een Afghaans kerkhof waar kamelendrijvers begraven liggen die het transport voor de outbackstations verzorgden in de eerste helft van de 20e eeuw.
- De Five Rivers Lookout is een uitkijkpunt in de Bastion Range op 330 meter hoogte van waaruit men de golf van Cambridge en de rivieren Durack, Pentecost, King, Forrest en Ord kan aanschouwen.
- De Moochalabra Dam werd in 1971 gebouwd om Wyndham van water te voorzien en wordt een waterval in het regenseizoen.
- Parry’s Lagoon Nature Reserve is een natuurgebied met veel (migrerende) watervogels. Het natuurgebied is opgenomen in de conventie van Ramsar.
- De Big Crocodile Statue is een achttien meter lang beeld van een krokodil.
- De Prison Boab Tree is een boom die vroeger werd gebruikt om gevangenen in op te sluiten bij hun overbrenging naar Wyndham.
- Vanop de Telegraph Hill heeft men een panoramisch zicht op de schorren van de Ord en er staat nog een ruïne van een kustradiostation uit het interbellum.
- The Grotto is een natuurlijk amfitheater met een waterpoel waar men kan zwemmen. In het regenseizoen is er een waterval.
- Aan de voet van de Bastion Range in de Three Mile Valley liggen twee wandelpaden.
- De Warriu Dreamtime Statues in het Warriu-park zijn bronzen beelden van een aboriginesgezin en inheemse dieren.
- Het Wyndham Museum is een streekmuseum.
- De Wyndham Port Township is het oude gedeelte van Wyndham met een aantal erfgoedgebouwen.

## Transport
Wyndham ligt nabij de Great Northern Highway.
In Wyndham bevindt zich de enige diepzeehaven tussen Broome en Darwin. De haven wordt voor het 'Department of Transport' door 'Cambridge Gulf Limited' uitgebaat.
Wyndham heeft een startbaan: Wyndham Airport (ICAO: YWYM, IATA: WYN).

## Filmlocatie
De streek rond Wyndham werd gebruikt als filmlocatie voor een aantal films en reeksen :
- 1946 The Overlanders (film)
- 2004 Outback Jack (reality reeks)
- 2007 Outback Jack (Nederlandse versie)
- 2008 Australia (film)
- 2010 Mad Bastards (film)
- 2012 Satellite Boy (film)
- 2013 Who Do You Think You Are? (reeks)
- 2018 Mystery Road (reeks)

## Klimaat
Wyndham kent een steppeklimaat ondanks zijn tropische ligging. Het regenseizoen vindt plaats van november tot maart en het droge seizoen van april tot begin november.
| Maand                                  | jan   | feb   | mrt   | apr  | mei  | jun  | jul  | aug  | sep  | okt  | nov  | dec   | Jaar  |
| -------------------------------------- | ----- | ----- | ----- | ---- | ---- | ---- | ---- | ---- | ---- | ---- | ---- | ----- | ----- |
| Gemiddeld maximum (°C)                 | 36,8  | 35,9  | 36,0  | 35,8 | 33,5 | 31,0 | 31,2 | 33,5 | 36,7 | 38,8 | 39,4 | 38,1  | 35,6  |
| Gemiddeld minimum (°C)                 | 26,3  | 25,8  | 25,4  | 23,6 | 20,6 | 17,5 | 16,9 | 18,7 | 22,7 | 25,7 | 27,1 | 27,0  | 23,1  |
|                                        |       |       |       |      |      |      |      |      |      |      |      |       |       |
| Neerslag (mm)                          | 192,6 | 201,7 | 152,7 | 33,8 | 9,3  | 3,5  | 2,8  | 0,0  | 4,0  | 22,0 | 56,4 | 165,0 | 843,8 |
| Regendagen (dag)                       | 12,7  | 13,0  | 9,4   | 2,7  | 0,9  | 0,4  | 0,2  | 0,0  | 0,4  | 2,0  | 4,9  | 9,9   | 56,5  |
| Relatieve luchtvochtigheid (%)         | 50    | 53    | 47    | 34   | 29   | 26   | 24   | 24   | 27   | 31   | 36   | 43    | 35,3  |
| Bron: Australian Bureau of Meteorology |       |       |       |      |      |      |      |      |      |      |      |       |       |

Ardyaloon · Balgo · Beagle Bay · Broome · Camballin · Cockatoo Island · Derby · Fitzroy Crossing · Halls Creek · Kadjina · Kalumburu · Koolan Island · Kununurra · Looma · Oombulgurri · Warmun · Wyndham · Yungngora